# Oroszi
Oroszi is een plaats (község) en gemeente in het Hongaarse comitaat Veszprém. Oroszi telt 144 inwoners (2001).